# Łódź miasto kultury

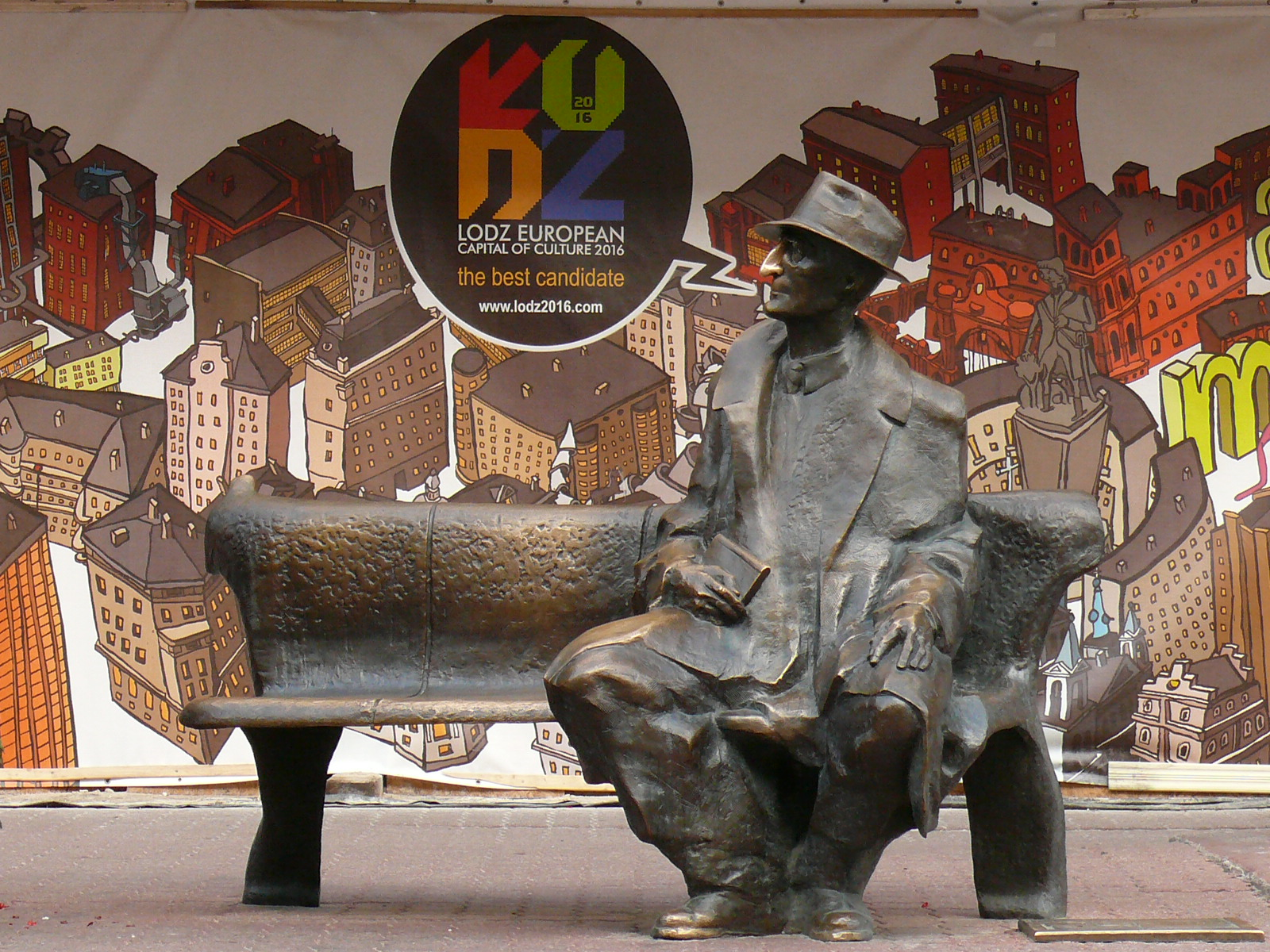
Ławeczka Tuwima na tle banera promującego Łódź, jako Europejska Stolica Kultury w 2016 roku

Łódź miasto kultury – polski film promocyjny zrealizowany w 2007 r. przez Małgorzatę Kamińską i Wojciecha Bruszewskiego, w oprawie muzycznej Sebastiana Kondratowicza i zespołu Elektryczny Węgorz, powstały w celu reklamowania Łodzi jako kandydata do tytułu Europejskiej Stolicy Kultury w 2016 roku. 
Film rozpoczyna się słowami:

XIX-wieczna stolica polskich tekstyliów, dziś dynamicznie rozwijająca się metropolia w samym centrum Polski ...

W filmie ukazano sylwetki osób żyjących i już nieżyjących, związanych w jakiś sposób z Łodzią. Można zobaczyć takie postaci jak m.in. David Lynch, Artur Rubinstein, Jerzy Kosiński, István Szabó, Karl Dedecius, Jan A.P. Kaczmarek, Rob Krier, Władysław Reymont.
W szybko zmieniających się kadrach utrwalono obiekty związane z kulturą lub nauką, np. Muzeum Sztuki w Łodzi, Filharmonię im. Artura Rubinsteina, Łódzką Szkołę Filmową, ulicę Piotrkowską z Łódzką Aleją Gwiazd oraz fragmenty z imprez kulturalnych, które odbywają się w mieście, np. z  Konkursu Złotej Nitki, Festiwalu Solistów Lalkarzy, Triennale Tkaniny, Spotkań Baletowych, Oscarów Jazzowych, Festiwalu Dialogu Czterech Kultur i Camerimage'u. 
Film jest elementem promocji skierowanej do łodzian. Produkcja ma na celu wzmocnić lokalny patriotyzm i utwierdzić mieszkańców miasta w przekonaniu, że Łódź jest miastem ciekawym, posiadającym liczne atrakcje turystyczne i kulturalne. Film Łódź miasto kultury jest skierowany także do odbiorcy międzynarodowego, którego film chce zachęcić do odwiedzenia miasta i skorzystania z oferty kulturalnej.

## Nagrody
Produkcja zyskała wiele nagród, jako najlepszy na świecie film turystyczny promujący miasto w 2008 roku:
X Międzynarodowy Festiwal Filmów Turystycznych Tour Film – MTT Tour Salon Poznań 2007:
- Grand Prix Tour Film 2007
- Nagroda TV Biznes dla najlepszego filmu promującego walory inwestycyjne miast i regionów
- Nagroda Prezesa Polskiej Izby Turystyki
- Nagroda Prezesa Polskiej Organizacji Turystycznej

VII International Film Competition The Golden City Gate – Targi ITB Berlin 2008:
- I Nagroda Das goldene Stadttor/ The Golden City Gate|

II Festiwal Promocji Miast i Regionów, konkurs „Złote Formaty” Warszawa 2008: 
- III Nagroda w kategorii wydawnictwo promocyjne

III Międzynarodowy Festiwal Filmów Turystycznych Płock: 
- I Nagroda za najlepszy film promujący kraj, region, miasto
- Nagroda za najlepszy scenariusz
- Nagroda Prezydenta Miasta Płocka

XII Document.Art – The International Festival of Touristic and Ecology Film Câmpulung-Muscel Rumunia:
- Nagroda Paul Calinescu za najlepszy film turystyczny

XVI MEFEST – International Festival of Touristic, Ecological, Sport and Culinary Films  Veliko Gradište Serbia:
- Grand Prix – Gavrilo Gavra Azinovic
- Nagroda Golden Pine za najlepszy film turystyczny

I Art&Tur International Tourism Film Festival Barcelos Portugalia:
- I Nagroda w kategorii Turystyka Kulturalna

International Committee of Tourism Film Festivals CIFFT Wiedeń Austria:
- Grand Prix za najlepszy film turystyczny roku 2008